# Гакоњ
Гакоњ (фр. Gâcogne) насеље је и општина у источном делу централне Француске у региону Бургоња, у департману Нијевр која припада префектури Кламси.
По подацима из 2011. године у општини је живело 274 становника, а густина насељености је износила 10,87 становника/km². Општина се простире на површини од 25,21 km². Налази се на средњој надморској висини од 235 метара (максималној 577 m, а минималној 271 m).

## Демографија
| 1962. | 1968. | 1975. | 1982. | 1990. | 1999. | 2011. |
| ----- | ----- | ----- | ----- | ----- | ----- | ----- |
| 443   | 474   | 415   | 344   | 256   | 250   | 274   |

График промене броја становника у току последњих година